# Misja Dakar-Dżibuti
Misja Dakar-Dżibuti – pierwsza poważna  naukowo-badawcza ekspedycja etnograficzna. Kierownikiem wyprawy zorganizowanej przez Instytut Etnologii był Marcel Mauss. Misja odbyła się w latach 1931–1933. Jej zasadniczym celem było prowadzenie badań terenowych nad kulturami północnej Afryki.